# Ryan Flex Wing
Die Ryan Flex Wing (Werksbezeichnung: Model 164) war ein Experimentalflugzeug des US-amerikanischen Herstellers Ryan Aeronautical Company vom Anfang der 1960er Jahre, das auf dem Prinzip des Rogallo-Flügels basierte. Eine leicht modifizierte Variante erhielt bei den US-amerikanischen Luftstreitkräften die Bezeichnung Ryan XV-8 Fleep, wobei „Fleep“ für „Flying Jeep“ stand.

## Geschichte
Die Entwicklung erfolgte bei der Aerospace Division von Ryan in San Diego auf der Grundlage eines Auftrags der US Army, nach dem ein einfaches, leichtes und sehr billiges Transportgerät zur Versorgung der vordersten Fronttruppen entwickelt werden sollte. Die Flugerprobung wurde in Otay Mesa (Kalifornien) durchgeführt.
Anschließend erhielt Ryan einen weiteren Auftrag der NASA zur Entwicklung von Flex-Wing-Landehilfen, die eine sichere Rückführung des Saturn-Boosters nach Brennschluss und Trennung von der Raumkapsel ermöglichen sollten. Die Entwicklung wurde jedoch Mitte 1964 abgebrochen, da die Booster weiterhin als Verlustgeräte betrachtet wurden und zur Rückführung der Raumkapsel Rundkappen-Fallschirme eingesetzt wurden.

## Konstruktion
Hauptmerkmal des Flex Wing war ein faltbares Stahlrohrgerüst, das ausgebreitet die Form eines Deltas erhielt. Als Bespannungsmaterial wurde eine Nylon-Membran eingesetzt, für Hochgeschwindigkeitsflüge wurde die Verwendung eines feinmaschigen Drahtgewebes empfohlen. Bei einer Spannweite von 12 m betrug die voll entfaltete aerodynamische Fläche 51,55 m². Die drei Stahlrohre des Traggerüsts bildeten den Kiel, sowie je ein Außenrohr und waren je 8,54 m lang.
Um eine bemannte Erprobung durchführen zu können, wurde eine Plattform untergehängt, die als Cockpit diente und auch den Motor und das Vierrad-Fahrwerk trug. In dieser Form entsprach das Gerät bereits den Grundanforderungen des Army-Auftrags. Die Steuerung erfolgte über die Rohrgerüstverbindung zwischen Flügel und Plattform durch eine Verlagerung des Schwerpunkts der Plattform gegenüber dem Tragflächenkiel. Der Motor des Prototyps war ein 100-PS-Continental, der einen Druckpropeller antrieb, dessen Luftstrom auf ein ungedämpftes Seitenruder wirkte. Zum Transport war das Gerät vollkommen faltbar und konnte in einem schmalen Behälter verstaut werden, der nicht länger als das Kielrohr war.
Ein zweites Exemplar wurde modifiziert und von der US-Army als XV-8A Fleep bezeichnet. Äußerlich unterschied sich diese Version durch das V-Leitwerk von dem Originalentwurf.

## Technische Daten
| Kenngröße             | Flex Wing                              | XV-8                                |
| --------------------- | -------------------------------------- | ----------------------------------- |
| Besatzung             | 1                                      | 1                                   |
| Länge                 | 8,54 m (Länge des Kielrohrs)           | 5,94 m                              |
| Spannweite            | 12 m                                   | 10,18 m                             |
| Flügelfläche          | 51,55 m²                               |                                     |
| Leermasse             | 500 kg (einschl. Pilot und Kraftstoff) |                                     |
| max. Startmasse       | 1360 kg                                |                                     |
| Höchstgeschwindigkeit | 96 km/h                                | 105 km/h                            |
| Dienstgipfelhöhe      | 6000 m                                 |                                     |
| Triebwerke            | 1 × Continental mit 100 PS             | 1 × Continental IO-360-A mit 210 PS |